# 坂本実 (政治家)
坂本 実（さかもと みのる、1904年7月9日 - 1970年2月6日）は、日本の政治家、実業家。衆議院議員（3期）。

## 略歴
- 1904年7月:山口県豊浦郡岡枝村（現下関市菊川町）に生まれる。
- 豊浦中学校（現山口県立豊浦高等学校）卒業
- 1927年4月:山口高等商業学校（現・山口大学経済学部）卒業

## 政歴
- 1946年 - 第22回衆議院議員総選挙（山口・日本自由党公認）初当選。
- 1947年 - 第23回衆議院議員総選挙（旧山口1区・日本自由党公認）2期目当選。
- 1949年 - 第24回衆議院議員総選挙（旧山口1区・民主自由党公認）3期目当選。
- 1952年 - 第25回衆議院議員総選挙（旧山口1区・民主自由党公認）落選。

## 人物
- 民間の実業家出身で、経済問題に詳しく、戦後の吉田茂首相の内閣のもと農政を中心に活躍した。
- 1946年の総選挙で初当選を果たす。以後衆院農林委員長、農林政務次官などを歴任した。
- 自由党内の派閥は当初久原房之助の派閥に属する。
- 長男の坂本忠雄は新潮社の社員で、文芸雑誌『新潮』の編集長などを務めた。長女の静子は参議院議員を務めた松岡満寿男に嫁いだ。

## 著書
- 『アメリカの農業と農村-アメリカ視察紀-』1951年